# Невинные с грязными руками
«Невинные с грязными руками» (фр. Les Innocents aux mains sales) — криминально-психологический триллер французского режиссёра Клода Шаброля, вышедший на экраны в 1975 году.
В основу сценария положен роман Ричарда Нили «Проклятые невинные».

## Сюжет
Действие картины происходит в Сан-Тропе на южном побережье Франции. Жюли Вомсер (Роми Шнайдер) загорает во дворе своей виллы. Её сосед, молодой красавец Джефф Марль (Паоло Джусти) запускает бумажного змея, который случайно залетает на её территорию и падает прямо на её обнажённое тело.
Жюли представляет Джеффа своему мужу Луису Вомсеру (Род Стайгер) как их соседа и писателя. Джефф в этот момент гладит её рукой по спине. Луис говорит, что много пьёт, и хочет уехать из этого места вместе с женой. Он жалуется, что она не занимается с ним любовью, не целует и даже не позволяет к себе прикасаться. Когда Луис напивается и уходит спать, Жюли говорит, что больше не может это терпеть. Она ложится на ковёр, Джефф обнимает её.
Обнажённые Жюли и Джефф лежат в постели. Жюли рассказывает, что у Луиса был сердечный приступ, после чего он продал свой бизнес, а теперь хочет уехать на Мартинику, надеясь бросить пить. Жюли говорит, что Луис старше её на 18 лет, в своё время был очень мил и профинансировал фильм, в котором она снималась. Джефф говорит, что Луис скоро сдохнет.
Проходит три недели. Луис дарит Жюли новый спортивный автомобиль. Он снова говорит, что здесь слишком много пьёт и хочет уехать. Затем напивается и уходит спать. Оставшись одни, Джефф и Жюли планируют убийство. Они договариваются, что убийство будет совершено через два часа, после чего Джефф уходит к себе.
Жюли входит в комнату Луиса, берёт со стола дубинку, со всей силы бьёт по голове, моет дубинку, кладёт её на место, а затем приносит в спальню Луиса большой пластиковый мешок. Она выходит из комнаты, закрывает дверь, спускается вниз и сидит в ожидании в холле на первом этаже. Наверху слышен шум. Жюли смотрит в окно, и сквозь дымку видит, как кто-то несёт к причалу огромный мешок с телом. Она поднимается в спальню Луиса и убеждается, что тела там нет, после чего ложится спать.
Утром под дверь ей кладут письмо. Жюли выходит во двор и видит, что её новой машины нет. Из письма она узнаёт, что Джефф уехал на её машине на 2-3 дня в Италию, якобы собирать материал для книги, и просит её писать до востребования в Монтону. Жюли звонит в полицию и заявляет, что муж вышел в море на катере и не вернулся.
К Жюли приходят детективы — местный комиссар Вийон (Пьер Сантини) и находящийся на отдыхе парижский комиссар Лами (Франсуа Местр). Полиция нашла катер Вомсера, но на его борту никого нет. Лами видит на кухне много пустых бутылок из-под виски. Жюли рассказывает, что у её мужа нет врагов, и в последнее время муж общался в основном с Джеффом, который живёт по соседству и часто заходит в гости поболтать. Сегодня утром Джефф уехал на их машине (которую якобы взял по настоянию мужа) в Италию собирать материал для книги. Жюли говорит, что у Луиса год назад был инфаркт, и мог случиться ещё один приступ, после чего он упал в море. Соседка Вомсеров мадам Шовене подтверждает, что видела, как Джефф всю ночь у себя дома печатал на машинке, а Луис вышел из дома к причалу в 4-5 часов утра с большим мешком.
При осмотре катера детективы видят, что там нет ни рыбы, ни наживки, сейф открыт и пуст, а также обнаруживают кровавое пятно. Это подтверждает версию, что Луис мог упасть после сердечного приступа и удариться. Комиссар Лами, однако, сомневается в этой версии из-за отсутствия на катере следов наживки, его смущает также большое количество пустых бутылок дома у Луиса, красота его жены и неожиданный отъезд Джеффа. Он предполагает, что Вомсер — алкоголик, и у его жены был большой соблазн завести любовника. Непонятно только, зачем Джефф взял машину.
Жюли получает письмо от Джеффа, который пишет, что спрятал деньги и украшения в надёжном месте, и что Луис очнулся на борту и разбил ему нос. Жюли шлёт ему в ответ любовное послание.
Жюли идёт в банк, где узнаёт, что муж снял все деньги со своего счёта два дня назад. Там она встречает детективов, вместе они идут осмотреть его сейф, где лежали ценные бумаги и драгоценности, но он тоже оказывается пуст. Жюли встречается с юридическим консультантом мужа Жоржем Тораном (Франсуа Перро), который говорит, что Луис забрал все деньги для отъезда на Антильские острова и решил продать дом.
К Жюли приходят детективы и сообщают ей, что врач сказал, что у Луиса никогда не было инфаркта, он просто таким образом скрывал от неё свою импотенцию. Жюли сознаётся, что секса у них давно не было. Кроме того, полиция нашла её машину, которая упала со скалы и разбилась недалеко от Монтоны. Тела в ней не нашли, только куртку с документами Джеффа. Кроме того, детективы нашли в спальне Джеффа серёжку Жюли, но она утверждает, что никогда там не была.
Жюли вызывают к следователю. Приходит её экстравагантный адвокат Альбер Легаль (Жан Рошфор). Следователь излагает версию полиции: Джефф и Жюли в сговоре. Джефф убил Луиса на катере, похитил из сейфа его деньги и драгоценности и уехал на их машине. Жюли должна была к нему вскоре присоединиться, но Джефф неожиданно погиб. Кровь, обнаруженная на катере, совпадает по группе с кровью Джеффа. Кроме того, в кармане куртки Джеффа был найден конверт Жюли, но без письма. Адвокат искусно отводит все обвинения в адрес своей клиентки, и она выходит на свободу.
Ночью Жюли входит в дом, видит на лестнице мужчину, думая, что это Джефф, но это оказывается Луис. Луис рассказывает, что знал обо всём с самого начала. Однажды он увидел, что они занимаются любовью, затем стал за ними следить и подслушивать. Он слышал, как Джефф предложил его убить и как они разрабатывали план убийства.
Поднявшись в тот вечер в спальную, Луис ждал, когда Джефф пойдёт домой, во дворе ударил его дубинкой по голове, через чёрный ход пронёс его в спальню, положил в свою кровать и накрыл одеялом так, что была видна только часть макушки. Получается, что Жюли ударила по голове не Луиса, а Джеффа. Затем Луис пошёл в дом Джеффа и всю ночь делал вид, что печатает на машинке. Рано утром вернулся домой и вывез связанное тело Джеффа на катере в море. Когда Джефф очнулся, Луис заставил написать его признание, а затем утопил. Луис подбросил в дом Джеффа серьгу, забрал подаренную жене машину и уехал в Монтону, по дороге спрятал деньги и украшения, и стал посылать Жюли письма от имени Джеффа.
У Жюли больше нет ни денег, ни любовника, и она полностью зависит от мужа, у которого есть признание Джеффа. Между тем, Луис преобразился, под влиянием произошедший событий он перестал пить и снова способен заниматься любовью с женой. Луис говорит, что «благодаря вам я воскрес».
Жюли приходит к Жоржу Торану и выясняет, как можно быстро получить деньги по страховке Луиса, например, можно ли под залог страховки взять ссуду. Это приличная сумма, достаточная для того, чтобы переехать в другой город и купить квартиру. Жорж предлагает ей жить у него, но не уезжать в другой город.
Комиссар Лами выдвигает новую версию событий: Луис, скорее всего, не случайно снял все деньги за два дня до своего исчезновения, а исчез явно спланировано. И подбросить серьгу в дом Джеффа было выгодно только ему. Лами делает вывод, что всё устроил Луис. Лами предполагает, что Луис жив и где-то прячется, возможно, у Жоржа.
Между тем, Луис устал скрываться от полиции и жить двойной жизнью. Отношения между ним и Жюли вновь изменились, они опять готовы жить вместе.
К Жюли приходят детективы и сообщают, что Луис может быть жив, но она их выпроваживает, утверждая, что ничего об этом не знает. После их ухода Жюли и Луис выбегают во двор, садятся в машину и едут к Жоржу, который, как выясняется, всё знает и, более того, хранит у себя деньги и ценности Луиса, а также признание Джеффа. Жорж призывает Луиса не доверять Жюли, говоря, что вообще не любит женщин. Луис отвечает, что Жюли — его жена, и просит к ней относиться соответственно.
В этот момент входит Джефф с пистолетом. Все мертвецы воскресли.
Луис знал, что Джефф жив, он не смог его убить и даже дал 50 тысяч франков, чтобы тот уехал. Однако вместо этого Джефф стал следить за Луисом в надежде узнать, где спрятаны его деньги. Жюли подходит к Джеффу и обнимает его. Джефф даёт второй пистолет Жюли, а сам уезжает с Жоржем за деньгами и драгоценностями. Луису становится плохо, Жюли пытается ему помочь, затем выбегает из дома и бежит навстречу Джеффу. Детективам поступает сигнал, что в доме Жоржа замечен некто, очень похожий на Джеффа, они поручают полиции усилить наблюдение за происходящим вокруг дома.
Жюли останавливает машину Джеффа, говоря, что Луис умирает, и ему надо срочно помочь. Она требует ехать быстрее, но вместо этого Джефф останавливает машину. Он говорит, что его признание уничтожено, все деньги у него в багажнике, Жоржа больше нет, а скоро не будет Луиса. Они богаты и свободны, то есть сбылось всё, о чём они мечтали. Однако отношение Жюли к происходящему уже изменилось, и она отказывается бежать с Джеффом. В ярости Джефф набрасывается на Жюли и пытается её изнасиловать. В этот момент подлетает полиция и хватает Джеффа. Жюли говорит, что надо срочно спасать её мужа. Однако полицейские не успевают, и Луис умирает.
В суде Жюли страдает и не хочет разговаривать с адвокатом Легалем. Легаль говорит, что Джефф получит лет 10-15, она благодаря его усилиям получит год-полтора условно. Однако Жюли отвечает, что готова отдать всё за жизнь мужа. За то, что она хотела убить мужа, ей ничего не сделали, а за то, что хотела его спасти, её осудят. В последней сцене Жюли одиноко сидит в своём доме и смотрит на море. Где-то вдалеке мерцает неясный огонёк. Жюли поднимается и словно зачарованная двигается навстречу этому дивному мерцанию.

## В ролях
- Роми Шнайдер — Жюли Вомсер
- Род Стайгер — Луис Вомсер
- Паоло Джусти — Джефф Марль
- Франсуа Местр — комиссар Лами
- Жан Рошфор — адвокат Альбер Легаль